# Amerikanska Jungfruöarnas fotbollsförbund
Amerikanska Jungfruöarnas fotbollsförbund, officiellt U.S. Virgin Islands Soccer Federation, är ett specialidrottsförbund som organiserar fotbollen på Amerikanska Jungfruöarna.
Förbundet grundades 1987 och gick med i Concacaf samma år. De anslöt sig till Fifa år 1998. Amerikanska Jungfruöarnas fotbollsförbund har sitt huvudkontor i Christiansted på ön Saint Croix.